# 406006 Ralys
406006 Ralys è un asteroide della fascia principale. Scoperto nel 2006, presenta un'orbita caratterizzata da un semiasse maggiore pari a 2,548452 UA e da un'eccentricità di 0,153170, inclinata di 15,286445° rispetto all'eclittica.